# 5045 Hoyin
Az 5045 Hoyin (ideiglenes jelöléssel 1978 UL2) a Naprendszer kisbolygóövében található aszteroida. A Bíbor-hegyi Obszervatórium fedezte fel 1978. október 29-én.